# Provinz San Marcos
Die Provinz San Marcos liegt in der Region Cajamarca im Nordwesten von Peru. Die Provinz hat eine Fläche von 1362 km². Beim Zensus 2017 lebten 51.152 Menschen in der Provinz. Im Jahr 1993 lag die Einwohnerzahl bei 48.632, im Jahr 2007 bei 51.031. Verwaltungssitz ist die Kleinstadt San Marcos.

## Geographische Lage
Die Provinz San Marcos liegt im Südosten der Region Cajamarca, etwa 45 km ostsüdöstlich der Regionshauptstadt Cajamarca. Die Provinz liegt östlich der peruanischen Westkordillere. Entlang der östlichen Provinzgrenze fließt der Río Marañón. Die Provinz besitzt eine Längsausdehnung in WSW-ONO-Richtung von etwa 40 km sowie eine Breite von etwa 30 km. Der Río Crisnejas und dessen linker Quellfluss, der Río Cajamarca, verlaufen entlang der südlichen Provinzgrenze und entwässern das Gebiet nach Osten hin.
Die Provinz San Marcos grenzt im Norden an die Provinz Celendín, im Osten an die Provinz Bolívar (Region La Libertad), im Süden an die Provinz Cajabamba sowie im Westen an die Provinz Cajamarca.

## Verwaltungsgliederung
Die Provinz San Marcos gliedert sich in folgende sieben Distrikte. Der Distrikt Pedro Gálvez ist Sitz der Provinzverwaltung.
| Distrikt           | Verwaltungssitz |
| ------------------ | --------------- |
| Chancay            | Chancay         |
| Eduardo Villanueva | La Grama        |
| Gregorio Pita      | Paucamarca      |
| Ichocán            | Ichocán         |
| José Manuel Quiroz | Shirac          |
| José Sabogal       | Venecia         |
| Pedro Gálvez       | San Marcos      |